# Siamese Friends
| Recensione    | Giudizio |
| ------------- | -------- |
| AllMusic      | [ 1 ]    |
| 24.000 dischi | [ 2 ]    |

Siamese Friends è un album discografico di Ian Matthews, pubblicato dall'etichetta discografica inglese Rockburgh Records (nel mercato nordamericano l'album fu distribuito dalla Mushroom Records) nel 1979.

## Tracce
Lato A
1. You Don't See Me – 4:04 (Ian Matthews, Mark Griffiths, Bob Metzger)
2. Survuival – 3:23 (Marc Jordan)
3. Heatwave – 4:22 (Ian Matthews, Mark Griffiths)
4. Home Somewhere – 3:36 (Jules Shear)
5. Crying in the Night – 3:34 (Stevie Nicks)

Lato B
1. The Baby She's on the Street – 3:37 (Jona Lewie)
2. Hearts on the Line – 4:14 (Ian Matthews, Judith Caldwell, Mark Griffiths)
3. Anna – 3:27 (John Martyn)
4. Lies – 3:33 (Ian Matthews, Mark Griffiths)
5. Runaway – 3:34 (Ian Matthews)

## Musicisti
- Ian Matthews - voce, chitarra acustica Ibanez, chitarra acustica Ovation
- Bob Metzger - chitarra elettrica, chitarra acustica
- Mick Weaver - pianoforte acustico (grand piano), clavinet, pianoforte fender rhodes, pianoforte elettrico Wurlitzer, sintetizzatore Yamaha CS80
- Graig Buhler - sassofono tenore, sassofono alto
- Mark Griffiths - basso a 4 corde, basso fretless, chitarra elettrica, accompagnamento vocale, coro
- Jim Russell - batteria

Musicisti aggiunti
- Wynder K. Frogg - organo Hammond
- Mel Collins - sassofono soprano, sassofono alto (brani: Anna, Home Somewhere e Survival)
- Joel Tepp - chitarra slide (brani: The Babe She's on the Street e Anna)
- Simon Morton - percussioni

Note aggiuntive
- Sandy Roberton - produttore
- Registrato (e mixato) al Chipping Norton Studios, Oxfordshire (Inghilterra)
- Barry Hammond - ingegnere delle registrazioni
- Alcune sovraincisioni furono effettuate al Maison Rouge di Fulham (Inghilterra)
- Tony Taverner - ingegnere delle registrazioni (sovraincisioni)
- Brian D. McLaughlin (per la The Image Plant) - fotografie copertina frontale e retrocopertina album
- Keith Morris - fotografie interno copertina album
- Chris Moore - design album
- Ringraziamento a Jeffrey Comanor per il titolo dell'album[4]